# Araucaria mirabilis
La araucaria mirabilis (Araucaria mirabilis) es una especie arbórea extinta perteneciente al género de coníferas Araucaria de la familia de las araucariáceas. Habitó durante el Jurásico Medio en el sur del Cono Sur de Sudamérica.

## Taxonomía
Descripción original
Esta especie fue descrita originalmente en el año 1924 por el  botánico y micólogo ítalo-argentino Carlos Luis Spegazzini, con el nombre científico de Araucarites mirabilis.
Localidad tipo
La localidad tipo referida es: “cerro Madre e Hija, parque nacional Bosques Petrificados de Jaramillo, departamento Deseado, provincia de Santa Cruz, Argentina”.
Holotipo
El ejemplar sintipo designado es el catalogado como: BAPb 41; se trata de un cono megasporangiado. Se encuentra depositado en la Colección Nacional de Paleobotánica (BA Pb) del Museo Argentino de Ciencias Naturales Bernardino Rivadavia-CONICET (MACN), ubicado en la ciudad de Buenos Aires, capital de la Argentina.
Etimología
Etimológicamente, el término genérico Araucaria es un topónimo que refiere a Arauco, el lugar de origen de la especie tipo del género, Araucaria araucana. 
El epíteto específico mirabilis es una palabra del latín en donde significa  ‘maravilloso’, ‘admirable’, ‘notable’, ‘sorprendente’, ‘extraño’, etc.
Procedencia estratigráfica y edad atribuida
La edad de las sedimentitas portadoras de sus restos fue postulada como Calloviano Inferior a Medio (Jurásico Medio), correspondiendo estratigráficamente a la Formación La Matilde, con una antigüedad aproximada de 160 Ma.

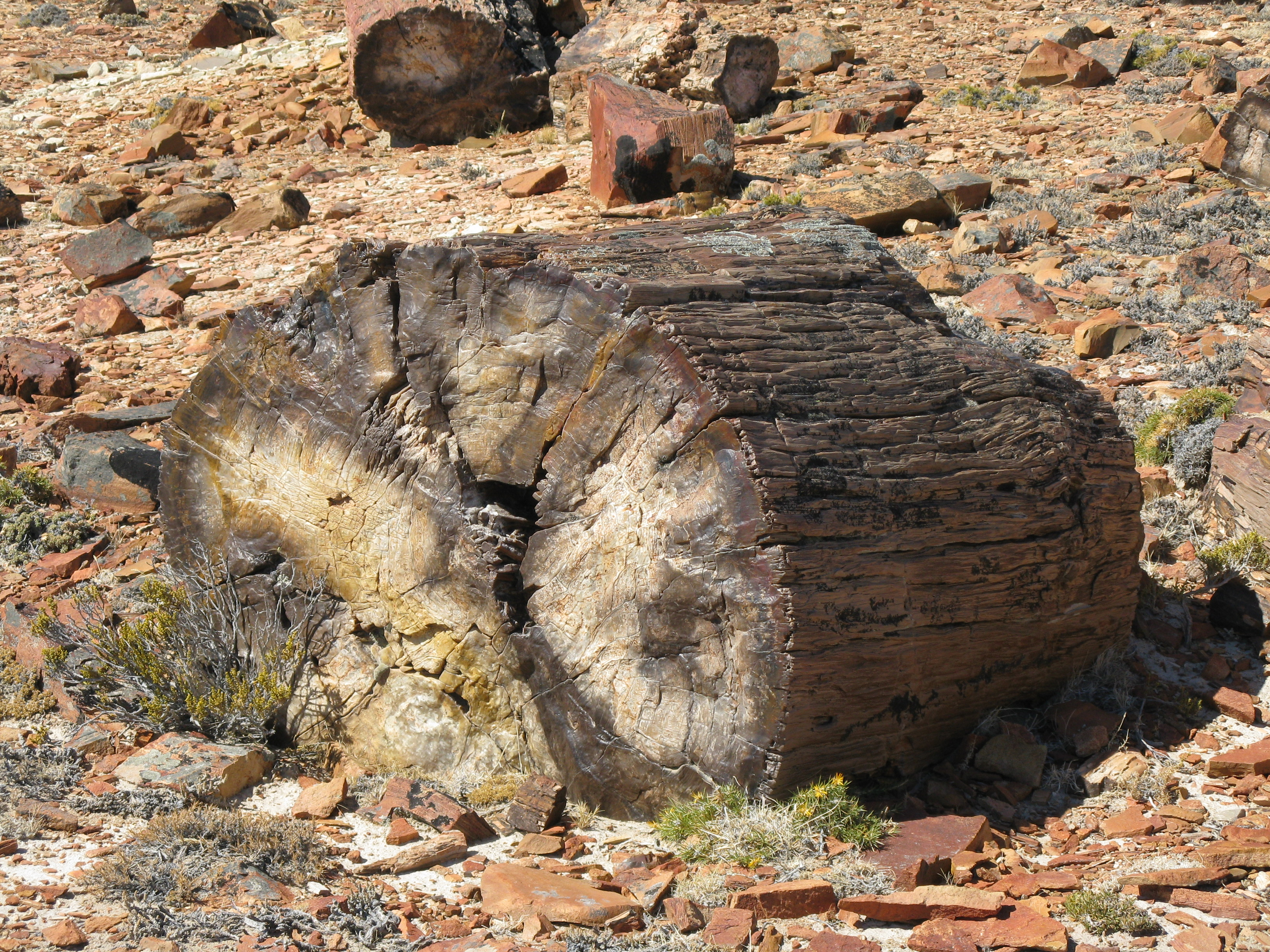
Detalle de un tronco petrificado de Araucaria mirabilis.

### Historia taxonómica
Un año después de la descripción hecha por Spegazzini, el botánico alemán Walther Gothan también la describió, empleando el nombre Araucaria windhauseni, en honor del botánico germano-argentino Anselmo Windhausen, quien le había enviado muestras que colectó cuando descubrió los bosques petrificados de esta conífera.
En el año 1931, fue transferida al género Araucaria por Anselmo Windhausen.
Una expedición paleontológica estadounidense también colectó abundantes muestras en los bosques petrificados santacruceños, las que sirvieron para que el paleobotánico estadounidense George Reber Wieland la reclasificara como Proaraucaria mirabilis y describiera Proaraucaria elongata y Proaraucaria patagonica.
En el año 1953, el paleobotánico escocés Mary Gordon Calder también incluyó la especie en el género Araucaria y destacó sorprendentes similitudes con la especie viviente australiana Araucaria bidwillii.
Relaciones filogenéticas

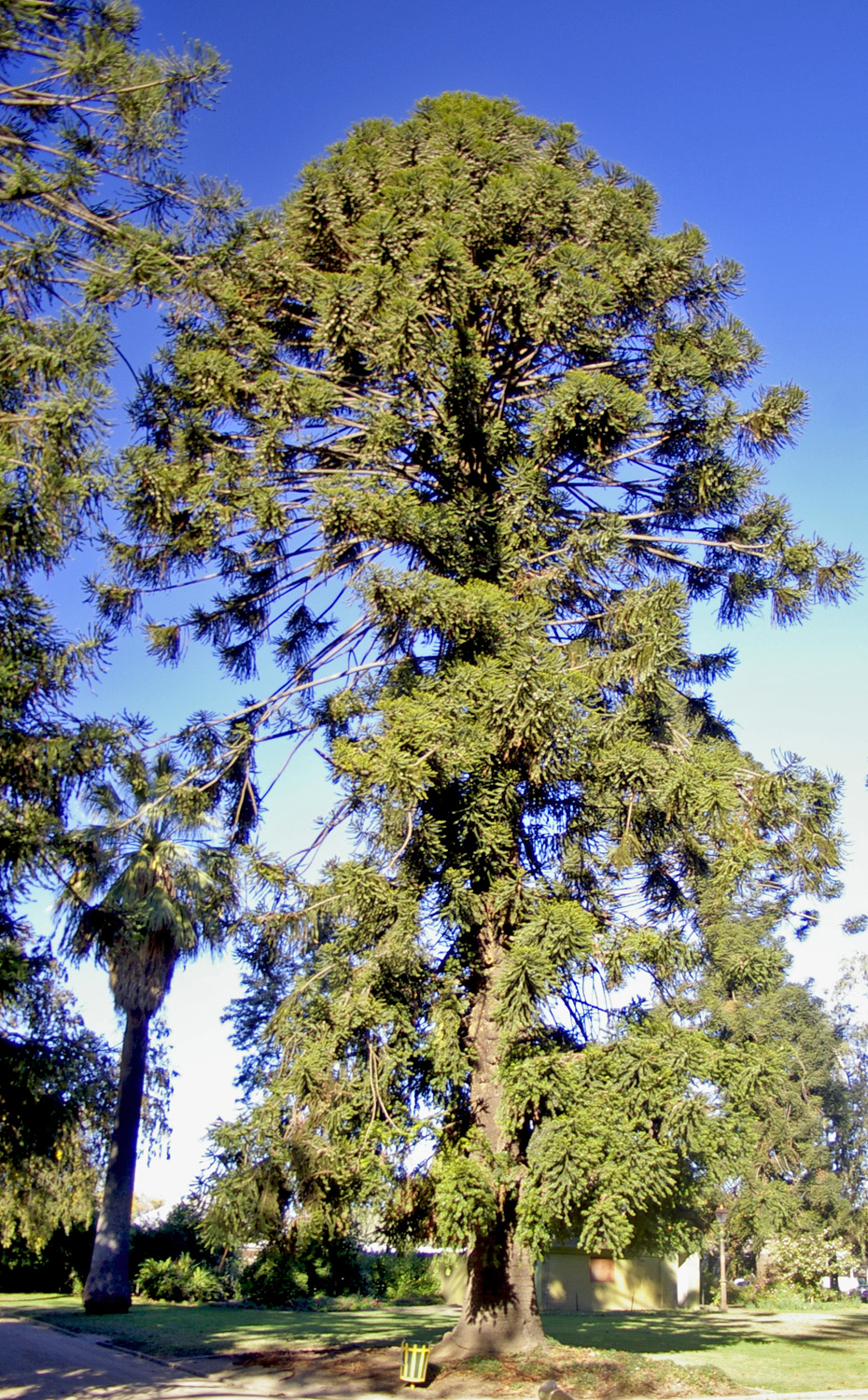
Un ejemplar de araucaria australiana (Araucaria bidwillii), la especie viviente más relacionada con Araucaria mirabilis.

Dentro del género Araucaria, Araucaria mirabilis fue ubicada en la sección Bunya, la cual agrupa a varias especies extintas y una sola especie viviente: la araucaria australiana (Araucaria bidwillii). Sin embargo, Hiroaki Setoguchi, Takeshi Asakawa Osawa, Jean-Cristophe Pintaud, Tanguy Jaffré y Jean-Marie Veillon recomendaron que con los miembros extintos de esa sección se forme un grupo separado.
Las únicas dos especies americanas vivientes del género Araucaria (A. araucana y A. angustifolia) se incluyen en la sección Araucaria.

## Características
Fue un árbol dioico, perennifolio y de gran tamaño, con alturas que llegaban a los 100 m y rectos troncos de 3,5 metros de diámetro.

## Distribución y hábitat

Tronco petrificado de Araucaria mirabilis.

Esta especie de árbol gigante creció en lo que hoy es el sur de la Argentina, específicamente en la parte austral de la región patagónica de ese país. A pesar de que sus restos se localizan en una región en donde hoy impera un clima frío y seco, el estudio de los anillos de crecimiento infirió que esta especie vivió bajo un clima estacional (con período seco a lo largo del año), templado-cálido y con elevada precipitación. Caracteres sedimentológicos indican que no hubo ningún tipo de transporte, es decir, los leños se encuentran en el mismo lugar en que vivieron. Millones de años después, se produjo el levantamiento de la cordillera de los Andes, la cual retendría la humedad proveniente del océano Pacífico, condenando a las mesetas de la Patagonia al actual clima de semidesierto frío. Erupciones sepultaron con ceniza volcánica vastas extensiones del territorio patagónico, por lo que bosques enteros fueron sometidos a procesos de litificación, lo cual permitió que se mantengan hasta nuestros días abundantes muestras de la especie (conos, embriones, troncos y ramas), con un nivel de conservación excepcional. La investigación llevada a cabo sobre sus restos redundó en un notable acopio de información de su anatomía y hábitos de vida.
Este árbol convivió con varias especies de grandes dinosaurios saurópodos, los que habrían desarrollado cuellos largos para poder alcanzar su follaje. De su corteza se alimentaban larvas de escarabajos (Curculionidae).
Los yacimientos en donde se han localizado sus troncos fósiles son conocidos popularmente como bosques petrificados.
Los más importantes (como el del cerro Madre e Hija y el del cerro Cuadrado) fueron convertidos en un áreas bajo protección nacional dentro del parque nacional Bosques Petrificados de Jaramillo. Allí, Araucaria mirabilis formó bosques con otras especies de grandes coníferas: Pararaucaria patagonica, Araucarites sanctaecrucis, Agathoxylon matildense, etc.
Otros bosques petrificados de la Patagonia argentina de edades menores (mayormente de la era Cenozoica) presentan troncos de otras especies de coníferas, por ejemplo, el bosque petrificado Sarmiento («José Ormachea»), Víctor Szlápelis, etc.